# 氣候變化政治

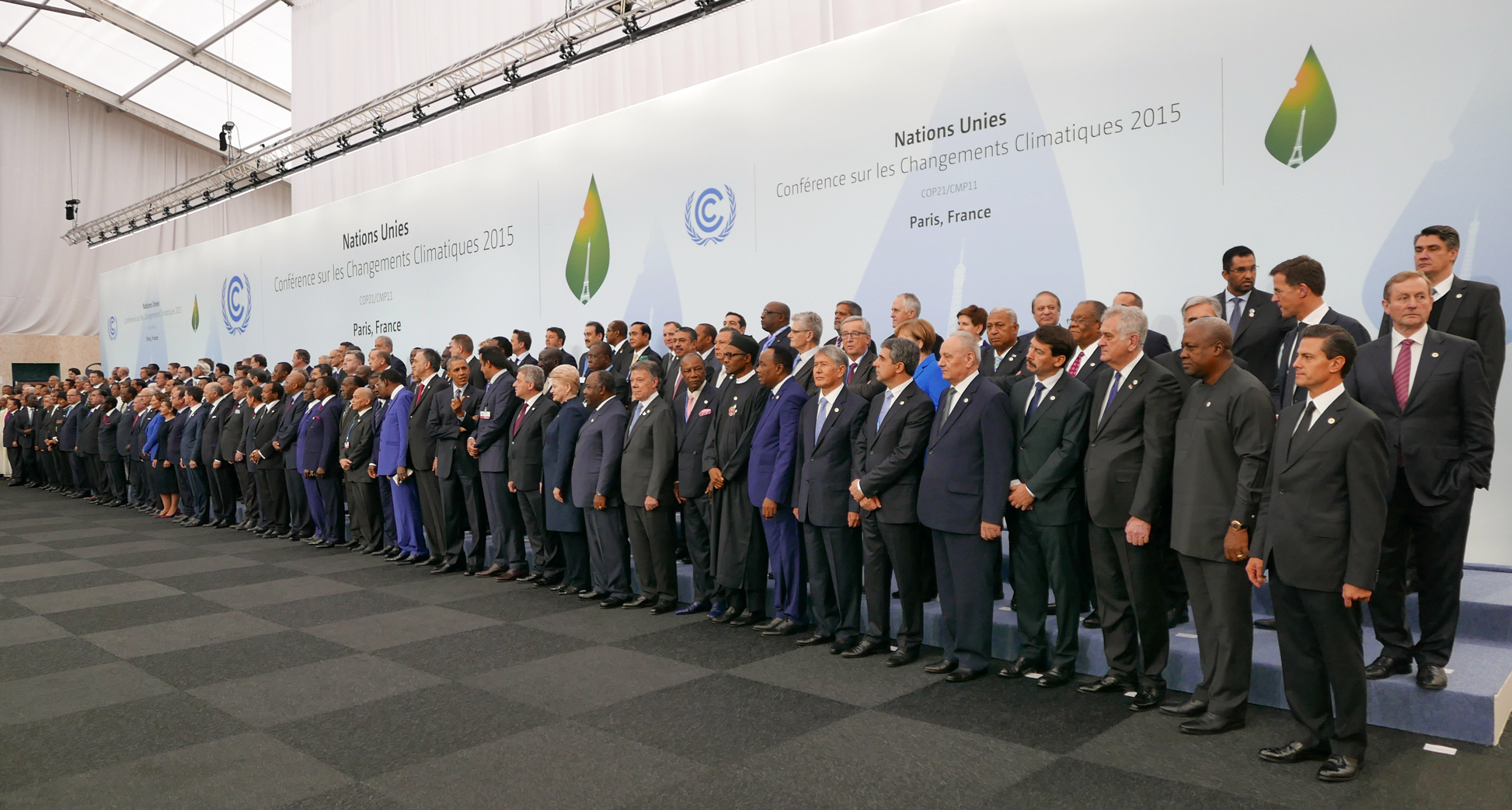
參與2015年聯合國氣候變化大會的各國/地區代表團領導人合影。

氣候變化政治（英語：Politics of climate change）指的是不同群體為應對氣候變化所具的不同觀點（如因應策略的歧異、利益衝突、科學認知的差距及政治考量）。氣候變化主要是由人類經濟活動所排放的溫室氣體造成，特別是由燃燒化石燃料、製造水泥和生產鋼鐵等，加上農業和林業的土地利用及土地利用改變所產生。自第一次工業革命以來，化石燃料為經濟和開發活動提供重要的能源。科學界普遍認為氣候政策有其必要（參見關於氣候變化的科學共識），但居中心地位的化石燃料和碳密集型產業卻對此種氣候友善政策予以強烈抵制。
氣候變化在20世紀70年代首次成為一種政治議題。自1990年代以來，緩解氣候變化倡議一直在國際政治議程上居重要地位，也在國家和地方層面日益受到重視。氣候變化是一個複雜的議題。全球任何一處的溫室氣體排放都會導致氣候變化。然而影響的差異各異，取決於地點或經濟體對影響存有的脆弱性。總體上氣候變化造成的是負面影響，預計因氣溫持續升高，此種影響會進一步惡化。而從化石燃料和再生能源兩者中受益的能力會因國家而異。
世界各國所擔負的責任、享受的利益及與所受氣候相關的威脅促使早期舉行的氣候變化會議，除發布解決問題的一般性意向聲明以及已開發國家提出不具拘束力減少排放的承諾之外，幾乎沒什麼成果。而進入21世紀後，為幫助脆弱國家進行調適氣候變化，而越來越關注氣候融資等機制。在一些國家和地方司法管轄區，已採取的氣候友善政策遠高於國際層面的承諾程度，然而除非全球溫室氣體排放總量能夠下降，否則所能達成的局部性溫室氣體排放減少，在緩解全球暖化的成效上將會有限。
進入2020年代之後，以再生能源取代化石燃料的可行性顯著提升，有些國家現在幾乎所有電力都由再生能源生產。公眾對氣候變化威脅的認識有所提升 - 在很大程度上是由於青年氣候運動以及人們對氣候變化影響（例如極端天氣事件和海平面上升引發的洪水）的理解。許多調查顯示有越來越多的選民支持應對氣候變化，使得政治人物更易致力於倡導包括氣候行動在內的政策。 COVID-19大流行和其導致的經濟衰退引發人們廣泛呼籲進行"綠色復甦"，歐盟等一些國家成功地將氣候行動納入政策變革。到2019年，徹底採氣候變化否定論觀點者的影響力已大幅減弱，這類反對派改而轉向鼓勵採取拖延或是不行動的策略。

## 政策辯論
有關氣候變化的政治辯論從根本上講均與採取行動有關。不同的論點支圍繞著氣候變化政治 - 例如對威脅急迫性的評估，以及對各種應對措施的可行性、優缺點評估。但本質上都與氣候變化的潛在反應有關。
構成政治論點的陳述分為兩種：實證陳述和規範性陳述。實證陳述通常可透過仔細的名詞定義和科學證據來澄清或是反駁。而關於一個人"應該"做什麼的規範性陳述通常至少部分與道德有關聯，且本質上是個判斷問題。經驗顯示如果參與者試圖理清其論點的實證部分和規範部分，如一開始就實證部分達成一致看法，在辯論時往往可取得更好的進展。在辯論早期階段，參與者的規範立場可能會受到他們所代表選區最大利益觀點的強烈影響。 哥斯大黎加外交官克里斯蒂娜·菲格雷斯等人指出，在2015年的巴黎協定之能簽訂成功，是因為重要參與者能超越有關利益衝突的競爭性思維，轉向反映基於共享協作思維的規範性陳述才能達成。
應對氣候變化的行動可分為三類：緩解 - 減少溫室氣體排放和強化碳匯的作為、調適 - 抵禦全球暖化負面影響的行動以及太陽輻射調節（SRM，一種將陽光反射回外太空的技術，但此概念於後來並未有進一步的研究）。
發生於20世紀關於氣候變化的國際辯論幾乎全集中在緩解問題上，過於注重調適有時被認為是失敗主義者。此外調適多數是種地方性問題。到21世紀初，雖然緩解仍是政治辯論中最受關注的問題，但已不再是唯一的焦點。如今某種程度的調適行動被廣泛認為有其必要，且至少在高層上已進行過國際討論，但在採取哪些具體行動仍會交由地方處理。 2009年聯合國氣候變化大會的結論中有每年向開發中國家提供1,000億美元資金的承諾。隨後於2015年在巴黎舉行的會議提出澄清，資金分配會在調適和緩解間做平衡分配，但截至2020年12月，承諾的資金並未完全撥出，且已交付的主要是用在緩解項目。到2019年，所謂氣候工程的可能性的討論也越來越多，預計在未來的辯論中會變得更為凸顯。
關於如何緩解氣候變化的影響，此類政治辯論往往會根據相關政體的規模而有不同。國際辯論較國家級和市級辯論須考慮較多的因素。於1990年代，當氣候變化首次成為政治議程中的重要議題時，人們樂觀認為此問題可成功解決。於1987年簽署為保護地球臭氧層的《蒙特婁議定書》顯示世界能採取集體行動來應對科學家所提的威脅，甚至是當其尚未對人類造成重大傷害之前即會採取行動。然而到2000年代初，溫室氣體排放量持續上升，幾乎沒懲罰排放者或獎勵氣候友善行為的協議出現。很明顯的，要達成有效行動以限制全球暖化的協議具有挑戰性。

### 多邊談判

2015年全球各區域的二氧化碳排放佔比（參見各國二氧化碳排放量列表）。

氣候變化於1990年代初成為全球政治議程的固定議題，聯合國氣候變化會議每年舉行一次。這些年度活動也稱為締約方會議 (COP)。其中有里程碑意義的會議是於1997年簽訂《京都議定書》的、2009年聯合國氣候變化大會（又稱哥本哈根氣候變化會議）和2015年於巴黎舉行的2015年聯合國氣候變化大會。京都議定書最初被認為是項很有前途的協議，但到2000年代初，結果卻令人失望。哥本哈根會議做出超越京都議定書的重大嘗試，提出更強而有力的一批承諾，但基本上也以失敗收場。2015年會議被廣泛認為是成功的，但它在長期降低全球暖化方面的效果仍有待觀察。

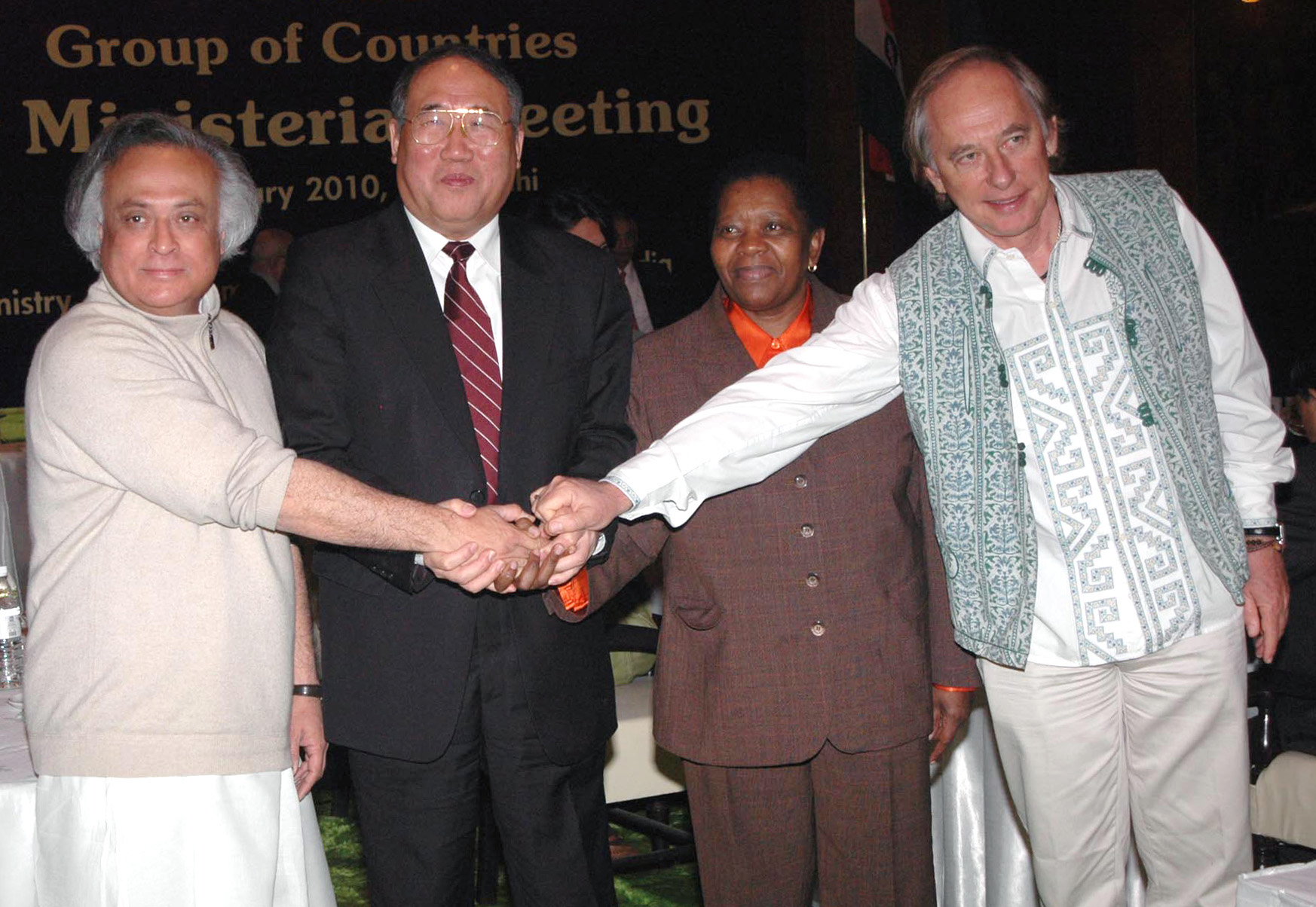
G4集團成員國的環境部長於2009年聯合國氣候變化大會（COP15）後會面，討論氣候政策事項。

各國在國際層面上可嘗試透過三種減排方法進行談判。首先是設定減排目標，其次是制定碳定價，最後是創建一套基本上屬於自願性的流程來鼓勵減排，其中包括資訊共享和進度審查的機制。這些方法在很大程度上有互補性，但在各種會議時，往往多數會聚焦在單一的方法上。到2010年左右，國際談判主要集中在設定排放目標。 由《蒙特婁議定書》在減少排放破壞臭氧層的工作取得成功，顯示設定目標可能是有效的。然而就溫室氣體減量而言，設定目標在總體上未能帶來大幅減排的結果。深具雄心的目標通常無法實現。施加嚴厲懲罰以激勵人們更努力實現具有挑戰性的目標的嘗試，總會受到至少一兩個國家所阻止。
進入21世紀，人們普遍認為碳定價是減少排放的最有效方法，至少在理論上是如此。但各國一直不願採用高的碳價格，或是在大多數情況下根本不願採用碳定價。不願意的主要原因之一是碳洩漏問題，即將產生溫室氣體排放的活動從徵收碳定價的管轄範圍中外移，導致管轄範圍內的就業和收入受到剝奪，因為排放會在其他地方發生，難以產生任何實質上的好處。雖說如此，碳定價所覆蓋的全球排放量佔比已從2005年的5%上升到2019年的15%，一旦中國碳定價全面生效，這一比例應會達到40%以上。現有的碳定價制度大部分是由歐盟、一些國家和次國家司法管轄區自行實施。
各國制定自己的減排計畫，很大程度上是1991年引入的自願性承諾和審查制度，但在京都議定書簽署之前（1997年）已被放棄，京都議定書的重點是達成一致的"由上而下"的排放目標。這種自願性做法在哥本哈根會議重新出現，並在2015年《巴黎協定》中得到進一步重視，但承諾被改稱為國家自訂貢獻，承諾應每隔5年重新提交一次。這種方法的效果還有待觀察。一些國家在2021年於蘇格蘭格拉斯哥召開的第26屆聯合國氣候變化大會前後提交數量更高的國家自訂貢獻。簽署國於同一會議中也通過碳交易的會計規則。

### 區域、國家和次國家政體
| 高 | 中 | 低 | 甚低 |

由德國環境與發展組織Germanwatch e.V.設計的評分系統氣候變化績效指數，根據各國的溫室氣體排放（40%）、再生能源（20%）、能源耗用（20%）及氣候政策（20%）綜合考慮所做的評比。績效優良者會有較高的評比。

減少溫室氣體排放的政策由國家或次國家司法管轄區制定，而在歐盟是在區域層級制定。許多已實施的減排政策已高於國際協議的標準。例如美國一些州引入碳定價，或是哥斯大黎加在2010年代已實現99%的電力由再生能源產生。
大多數減少排放或部署清潔能源技術並非由政府本身出面，而是由個人、企業和某些組織付諸實現。然而制定氣候友善活動政策的是國家和地方政府。這類政策大致分為四種：一是實施碳定價機制和各種財政激勵措施、其次是訂立規範性法規，例如規定一定比例的發電量必須來自再生能源、第三是政府直接支付用於氣候友善活動或研究的經費，以及第四，採用資訊共享、教育和鼓勵自願性氣候友善行為的方法。地方政治活動有時與空氣污染有關聯，例如在城市中建立低排放區的行動也可能是為減少道路運輸的碳排放。

### 非政府行為者
個人、企業和非政府組織可直接或間接影響氣候變化政治。採用的機制包含有個人言論、透過民意調查表達集體意見以及發動大規模抗議活動。史上這些抗議活動中有很大部分是反對氣候友善政策的。類似於英國燃油抗議活動，世界各地自2000年起已發生數十起反對燃油稅或終止燃油補貼的抗議活動。自2019年氣候大罷課和反抗滅絕運動出現以來，支持氣候變化抗議的活動變得更加突出。非政治行為者影響氣候變化政治的間接方式包括有資助或研究綠色技術，以及從化石燃料產業撤資運動。

#### 特殊利益者與非國家行為者的遊說

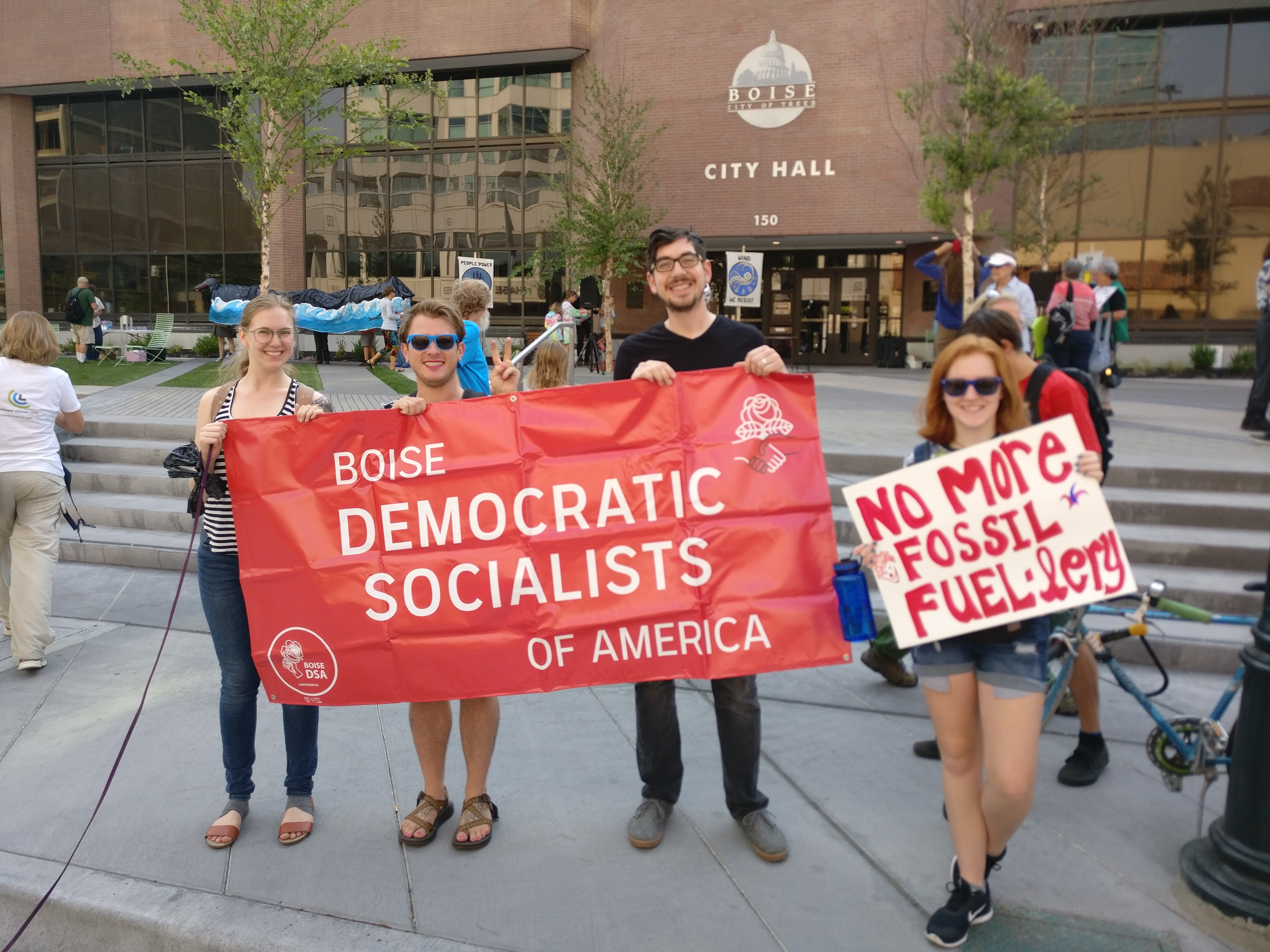
氣候變化引起左派團體的注意，如相片中的美國民主社會主義者。

有許多特殊利益團體、組織和公司在全球暖化這個議題上擁有公共和私人立場。以下是對全球暖化政治懷有興趣的特殊利益團體的大致分類：
- 化石燃料公司：傳統化石燃料公司可能會因更嚴格的法規而蒙受損失（或其中也可能有例外）。化石燃料公司從事能源交易可能代表它們參與碳交易計劃和其他此類機制會帶來獨特的優勢，因此尚不清楚是否每個傳統化石燃料公司都一定會反對更嚴格的政策。[14]例如已於2000年倒閉的安隆公司曾大力遊說美國政府監管二氧化碳，該公司認為如果能取得能源交易的中心地位，就有機會主導能源產業。[15][16][17]
- 農民和農業綜合企業（英语：agribusiness）是重要的遊說團體，但他們在氣候變化對農業的影響、[18]農業溫室氣體排放[19]以及歐盟的共同農業政策的作用等問題上的看法並不相同。[20]
- 金融機構：金融機構普遍支持因應氣候變化的政策，特別是實施碳交易計畫和建立將碳定價與碳掛鉤的市場機制。這些新市場需要交易基礎設施，而銀行機構可以提供。金融機構也有能力投資、交易和開發各種金融工具，透過碳交易以及利用經紀、保險和衍生工具等金融功能來獲取利益。[21]
- 環保團體：環保倡議團體普遍贊成嚴格限制二氧化碳排放。環保團體致力於提高人們對排放影響的認識。[22]
- 再生能源和能源效率公司：風能、太陽能和能源效率公司普遍支持更嚴格的政策。他們預計因化石燃料透過交易計劃或稅收變得更加昂貴時，他們在能源市場的佔比將有機會擴大。[23]
- 核能發電公司：支持並受益於碳定價，或是享有低碳能源補貼。核電產生的溫室氣體排放量最少。[24]
- 配電公司：可能會因太陽能發電場的設立而失去部分市場，但會為電動車提供充電網絡而受益。[25]
- 傳統零售商和行銷商：傳統零售商、行銷人員和一般企業透過採取與客戶產生共鳴的政策來應對。如果"綠色環保"能吸引客戶，那麼他們就可採取適度的計劃，與客戶站在同一陣線來達到取悅客戶的目的。但因其總公司並未從其特定立場中獲利，因此它們將不太可能強烈遊說支持或反對更嚴格的政策。[26]
- 醫事人員：他們常提起當氣候變化和空氣污染如能一起解決時，就可挽救數百萬人的生命。[27]
- 資訊和通訊技術公司：提出它們的產品可幫助人們應對氣候變化，往往可因較少的差旅，且有許多人購買綠色電力而受益。[28]

不同的利害相關者有時會聯合起來強化其訊息，例如電力公司資助購買電動校車，透過減少空氣污染而降低來自醫療服務的負擔，同時又能銷售更多的電力。有時業界會資助專業性非營利組織，根據其要求以提高意識，並進行遊說。

## 集體行動
當前的氣候政治受到許多社會和政治運動的影響，這些運動專注於建立氣候行動政治意願中的不同部分。包括氣候正義運動、青年氣候運動和從化石燃料產業撤資運動。

### 撤資運動

迄2021年，已有1,300個機構（共掌控14兆美元資金）從化石燃料產業撤資。

本節摘錄自從化石燃料產業撤資。
從化石燃料產業撤資（或稱從化石燃料產業撤資及投資氣候解決方案）是一種對機構投資者施加社會、政治和經濟的壓力，要求其從與化石燃料開採相關的產業撤資（包括股票、債券及其他財務工具）以減少氣候變化的行動。
美國的大學校園於2011年興起此項撤資運動，學生們敦促政府將給予化石燃料產業的財務投資轉變為對清潔能源和受氣候變化影響最嚴重社區的投資。緬因州優尼蒂環境科技大學於2012年成為第一所從化石燃料產業撤除財務投資的高等教育機構。
據報導迄2015年，由化石燃料產業撤資是史上成長最快的撤資運動。截至2023年7月，全球有超過1,593家機構，資產總額超過40.5兆美元，已開始或承諾某種形式的從化石燃料產業撤資。

### 青年氣候運動

各國參與罷課的學生數目:
1000
1000+
10000+
100000+
1000000+

為氣候而罷課亦稱週五為未來而戰（英語： （FFF））、青年需要良好氣候（Youth for Climate）、氣候罷課（Climate Strike/Climatestrike）或青年為氣候罷課（Youth Strike for Climate），是項由學生在週五罷課，參加示威活動的國際運動，訴求是政治領導人該採取行動以緩解氣候變化，以及化石燃料行業該轉而生產再生能源。
瑞典學生格蕾塔·童貝里於2018年8月在瑞典議會外舉著書寫“Skolstrejk för klimatet”（“為氣候而罷課”）的牌子進行舉抗議活動，隨後世界各地展開宣傳和廣泛的組織活動。
在2019年3月15日舉行的全球罷課，聚集超過100萬人，在125個國家共進行2,200次活動。第二次全球罷課於2019年5月24日舉行，在150個國家共進行1,600起活動，有數十萬人參與。 於5月的抗議活動特地選在2019年歐洲議會選舉期間舉行。
在2019年9月進行的氣候罷課（Global Week for Future），總計在150多個國家/地區共舉行過4,500起罷課，集中在9月20日（2019年聯合國氣候行動峰會前三日）星期五和9月27日星期五，也包含有在兩日之間的活動。 於9月20日的罷課是世界史上最大規模的為氣候而罷課，聚集大約400萬名抗議者，其中許多是學童，德國的參與者有140萬名。

## 目前展望

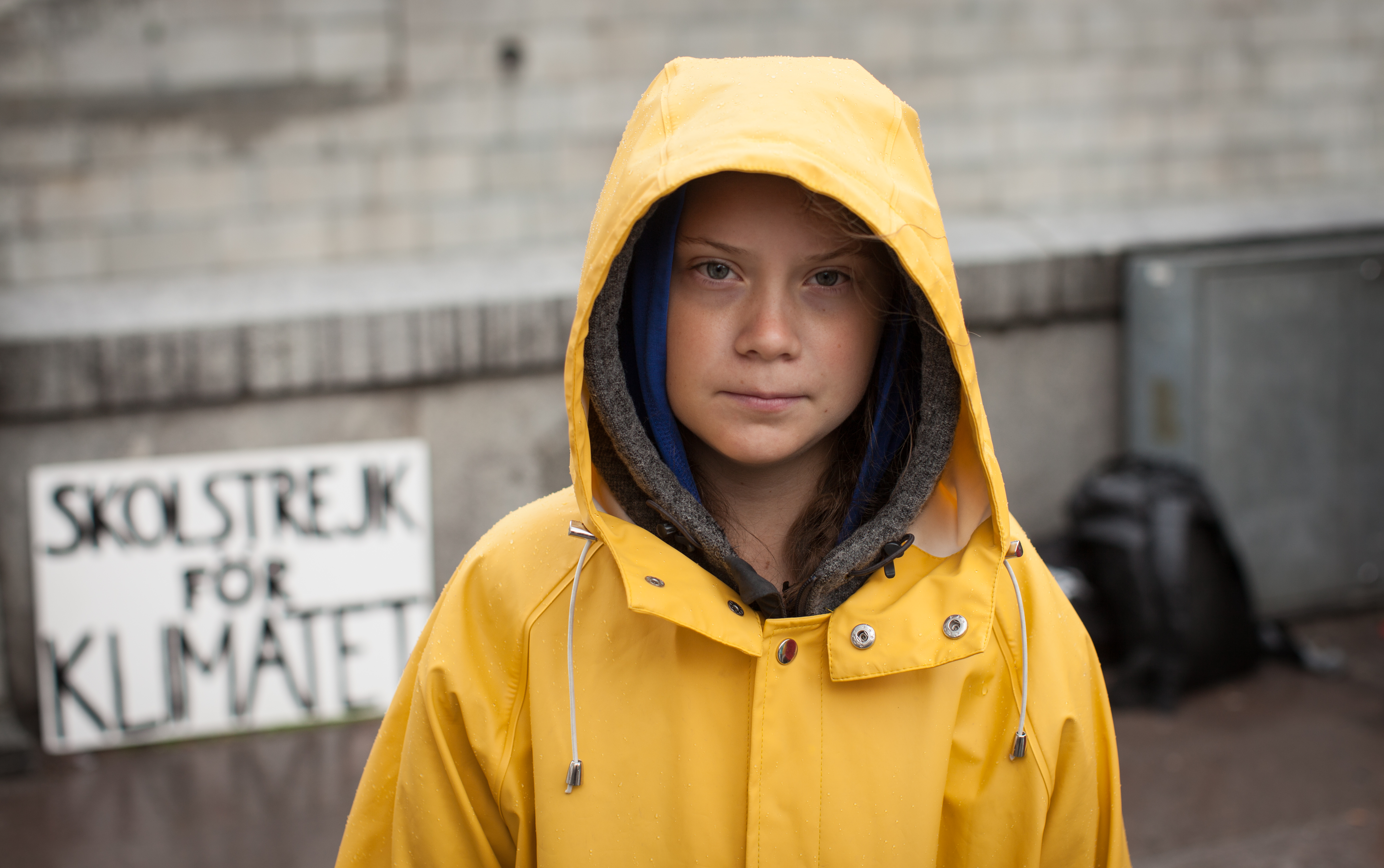
自2018年8月起，由格蕾塔·童貝里等人發起的氣候大罷課運動，已提高全球大眾對於氣候變化的意識。

史上透過政治手段就限制全球暖化政策而達成一致的協議，在很大程度上並未達成緩解氣候變化的目的。評論者樂觀認為由於最近的各種發展和早期未出現的機遇，在2020年代可能會較為成功。而其他評論者則警告說現在企圖將全球升溫幅度控制在1.5°C以下，甚至很有可能必須將升溫幅度控制在2°C以下，所餘的時間已無幾。

### 機會
在2010年代後期，因有利於氣候友善政治的各種發展讓評論家表示樂觀，認為2020年代在應對全球暖化威脅方面可能會取得良好進展。

#### 輿論轉折點
2019年被描述為"世界對氣候變化覺醒的一年"，推動因素包括人們因近期極端天氣事件、格蕾塔·童貝里效應和IPCC全球升溫1.5ºC特別報告的發表而日益了解到全球變暖的威脅。
石油輸出國組織（OPEC）秘書長於2019年承認學校罷課運動是化石燃料產業面臨的最大威脅。根據克里斯蒂娜·菲格雷斯的說法，一旦有大約3.5%的人口開始參與非暴力抗議，就有機會能成功引發政治變革，格蕾塔·童貝里成功發起的的"氣候大罷課"運動顯示此一門檻不難達成。
由細胞出版社發行的期刊《同一地球（One Earth）》上刊出的一項2023年回顧研究，提出民意調查顯示大多數人認為氣候變化正在發生，並且與我們息息相關。這篇報告的結論是將氣候變化當作是遙遠的事並不一定會導致氣候行動減少，而縮短心理上的距離也並不能保證人們會加強氣候行動。

#### 降低氣候變化否定論者影響力
到2019年，徹底否認氣候變化的影響力已比前幾年小得多。原因包括有極端天氣事件頻率增加、氣候科學家之間更有效的溝通以及格蕾塔·童貝里效應。

#### 再生能源興起
再生能源是種取之不盡、用之不竭的自然能源。主要的再生能源有風能、水力、太陽能、地熱能和生物質能。 再生能源發電於2020年佔世界生產電力的29%。
《巴黎協定》於2015年簽訂後，截至2021年11月，於196個締約方中已有194個提交國家自訂貢獻（NDC，即氣候承諾）。這些國家採取許多措施將再生能源投資納入，例如有102個實施稅收抵免，101個納入某種公共投資，100個目前採用減稅措施。最大的二氧化碳排放國是美國、中國和印度。這些國家尚無足夠的產業政策以將承諾的政策全部付諸實施。

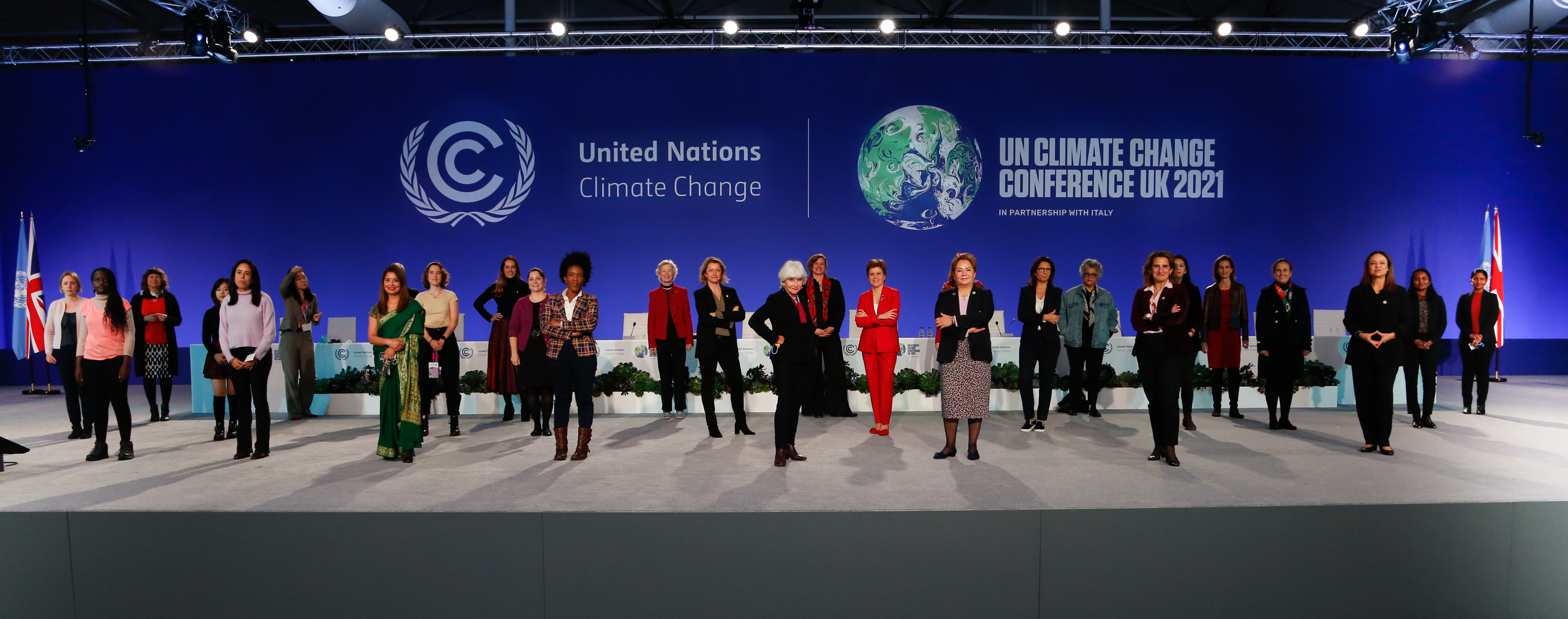
一群在格拉斯哥舉行的COP26會議上與會的女性世界領導人。

2021年聯合國氣候變化大會（COP26）於當年11月在蘇格蘭格拉斯哥舉行。近200個國家同意加速應對行動，並提出更有效的氣候承諾。一些新的承諾包含有對甲烷排放、森林砍伐和煤炭融資進行變革。連美國和中國（兩個最大的碳排放國）均同意共同努力，防止全球升溫超過攝氏1.5°C。但有科學家、政治家和活動家表示本次高峰會做得還不夠，全球仍會達到升溫1.5°C的臨界點。於2009年成立的研究機構氣候行動追蹤發佈的一份獨立報告稱這些只是"口頭承諾"，"到2030年，我們的排放量大約會是需要控制升溫在1.5°C內的兩倍。"
截至2020年，使用核能，特別是再生能源以取代化石燃料能源的可行性已大幅增加，目前已有數十個國家，其一半以上的電力來自再生能源。

#### 綠色復甦方案
本節摘自綠色復甦方案。
綠色復甦方案是一系列擬議的環境、監管和財政改革，目的在經濟危機（例如COVID-19大流行或2007年—2008年環球金融危機（GFC））之後重建繁榮。方案涉及在恢復經濟成長的同時也積極創造有利環境的措施，包括再生能源、高效能源利用、基於自然的解決方案、永續交通系統、綠色創新和綠色就業等措施。
全球多個政黨、政府、活動人士和學術界對COVID-19大流行之後的綠色復甦方案表示支持。該方案除採用與應對GFC的類似措施之時，還含有一關鍵目標 - 確保應對經濟衰退的行動也能應對氣候變化。行動計畫中包括減少煤炭、石油和天然氣使用、清潔交通、再生能源、生態友善建築以及永續的企業或金融措施。綠色復甦方案倡議得到聯合國和經濟合作暨發展組織 (OECD) 的支持。多項全球倡議提供在國家財政應對措施的即時跟踪機制，包括全球復甦觀察站（Global Recovery Observatory，英國牛津大學、聯合國和國際貨幣基金組織（IMF）聯合組成）、能源政策追蹤組織（Energy Policy Tracker）、和OECD的綠色復甦追蹤組織（Green Recovery Tracker）。
全球復甦觀察站於2021年3月發佈的分析報告提出在區分救援和復甦投資時，預計有18%的復甦投資和2.5%的總支出預計將可增強永續性。國際能源署於2021年7月對此分析予以支持，指出全球只有約2%的經濟救助資金流向永續能源。根據2022年對二十大工業國用於刺激經濟的14兆美元的分析，只有約6%的復甦支出分配給同時也能減少溫室氣體排放的領域，包括車輛電氣化、提高建築物能源效率和配置再生能源設施。

### 挑戰
雖然有看似樂觀的各項條件，評論家提出警告，提醒仍有一些困難挑戰在前，如果氣候變化政治要促成溫室氣體排放量大幅減少，就需將這些挑戰克服。例如為肉類消費增加稅收在政治上可能是件很困難的事。

#### 急迫性
截至2021年，全球大氣中的二氧化碳濃度已較第一次工業革命前的平均數字增加約50%，每年排放量增加數十億噸。全球暖化已跨越對一些地區產生災難性影響的閥值。因此如果要避免環境影響升高的風險，就需盡快實施重大政策變革。

#### 化石燃料居於核心地位
目前化石燃料仍是世界經濟的核心，截至2019年約佔全球發電能源的80%。突然取消對消費者的化石燃料補貼往往會引發騷亂。雖然清潔能源有時會較為便宜，但企圖在短時間內大量提供再生能源具有挑戰性。根據國際能源署於2023年發佈的報告，燃燒煤炭的溫室氣體排放量增加2.43億噸，達到近15.5吉噸（Gt，十億噸）的歷史新高。這1.6%的成長率高於過去十年0.4%的年平均成長率。歐洲中央銀行於2022年認為傳統能源的高價格正加速能源轉型，可讓人們遠離化石燃料，但各國政府應採取措施防止能源貧困發生，同時又不阻礙向低碳能源轉型。

#### 不行動主義
於2020年代，徹底否認氣候變化的情況比之前的幾十年要少得多，但仍有許多人反對採取限制溫室氣體排放的行動。這些論點的觀點有：有更好運用資金的方式（例如氣候變化適應）、最好等到新技術開發出來，而讓緩解成本更為便宜，及當技術和創新後，會讓氣候變化變得毫無意義或是獲得解決。

#### 化石燃料產業遊說與政治支出
由石油巨頭及行業遊說組織美國石油學會 (API) 已花費大量經費進行遊說和政治運動，並僱用大批遊說者，以阻礙和拖延政府應對氣候變化的行動。化石燃料遊說團體在華盛頓哥倫比亞特區和其他政治中心（包括歐盟和英國）具有相當大的影響力。化石燃料產業利益集團在權力中心推動其議程的花費是普通公民和環保活動人士的許多倍，前者在2000年至2016年期間花費20億美元於美國的氣候變化相關遊說。最大的五家石油公司花費數億歐元在布魯塞爾為其議程遊說。大型石油公司口口聲聲說"可持續發展原則"，但其僱用的遊說者所傳達的卻會導致人們對氣候變化的現實和影響產生懷疑，而阻礙政府解決這些問題的進程。API曾發起一場虛假資訊的公共關係運動，目的是在公眾心中製造疑慮，讓"氣候變化不再成為一種問題。"此產業還在美國政治競選活動上投入大量資金，在過去幾十年中，其政治捐獻中大約有2/3為共和黨籍參政者提供動力，這類支出比倡導再生能源團體的政治捐款高出許多倍。化石燃料產業的政治捐款給予投票反對環保的政治人物以支持。根據《美國國家科學院院刊》發表的一項研究報告，如果國會議員的投票變得更加反環境（根據支持環保投票者聯盟）（LCV）的分數紀錄來衡量），議員收到的化石燃料行業捐款就會有所增加。平均而言，LCV分數下降10%與化石燃料產業在國會任期後收到的競選活動捐款增加1,700美元有關聯。

#### 壓制氣候科學觀點
石油巨頭早在1970年代就已壓制公司內部科學家關於燃燒化石燃料會對氣候造成重大影響的報告。埃克森美孚發起一場企業宣傳活動，傳播有關氣候變化的虛假信息，這一策略可與大型煙草公司欺矇公眾有關吸煙危害的公關活動相比擬。化石燃料產業資助的智庫會騷擾公開討論氣候變化威脅的氣候科學家。早在1980年代，當更多的美國大眾開始意識到氣候變化問題時，一些總統任內的決策部門就對公開對化石燃料會構成氣候威脅科學家的觀點嗤之以鼻。其他總統任內的決策部門則要氣候科學家閉嘴，並壓制揭露問題的舉報者。許多聯邦機構的政治任命人員阻止科學家報告有關氣候危機的發現，或是改變數據模型以得到他們先前提出的結論，並拒絕接受機構內科學家的意見。

#### 針對氣候活動家
在哥倫比亞、巴西和菲律賓等多個國家，有越來越多氣候和環境活動人士，包括保護林地免受伐木業侵害的活動人士遭到殺害。大多數肇事者並未受到逮捕與懲罰。 此類殺戮數量在2019年創下歷史新高。其中原住民環保活動人士佔全部死亡人數的40%。一些政府（例如美國）的國內情報部門將環保活動人士和氣候變化組織視為"國內恐怖分子"，對他們進行監視、調查、審問，並將他們列入國家"觀察名單人士"，而可能使他們更難登機，並可能引發當地執法機構監控。美國的其他策略包括阻止媒體報導美國公民集合和進行氣候變化抗議活動，並與私人保全公司合作以監視活動人士。

#### 末日論
在氣候變化政治的背景下，末日論指的是悲觀的敘述，聲稱現在對氣候變化採取任何行動都為時已晚。末日論可能包括誇大氣候臨界點的可能性，以及即使人類能夠立即停止使用化石燃料，仍會引發超出人類控制能力的失控可能。在美國的民意調查發現對於那些不支持採取進一步行動以限制全球暖化的人來說，認為現在採取行動為時已晚是比對人為氣候變化持懷疑態度更常見的原因。

#### 不願妥協
一些氣候友善政策在立法過程中受到環境和/或左派壓力團體和政黨的阻撓。例如於2009年，澳大利亞綠黨投票反對碳污染減排計劃，因為他們認為該計劃沒有施加足夠高的碳價。在美國，草根環境組織塞拉俱樂部助陣，阻止2016年氣候稅法案通過，因為他們認為該法案缺乏社會正義。在美國各州實施的一些碳定價嘗試已被左派政客阻止，因為這些是透過碳定價（又稱限額與交易機制 cap and trade）而非稅收來執行的。

#### 多頭馬車
氣候變化議題通常涉及不同的部門，表示經常需要將氣候變化政策納入其他政策領域。因為此需要在複雜的治理過程中涉及不同的參與者，透過多個層面解決，最終導致問題變得更為困難。

#### 調適不佳
要成功調適氣候變化需要將相互競爭的經濟、社會和政治利益之間作平衡處理。當發生平衡不足時，有害的後果可能會抵消調適措施的好處。例如坦尚尼亞保護珊瑚礁的工作迫使當地村民從傳統的捕魚活動轉向產生更多溫室氣體排放的農業活動。

### 科技
科技的前景既被視為威脅，也被視為可能的福音。新技術可為新的、更有效的氣候政策開闢可能性。大多數電腦模型顯示將升溫限制在2°C的路徑中，二氧化碳移除（緩解氣候變化的方法之一）具有重要作用。來自各個政治派別的評論家都傾向歡迎此種技術。但有些人懷疑此技術是否能在不迅速減少排放的情況下消除足夠的二氧化碳而達到緩解的目的，他們警告說，對此類技術過於樂觀可能會讓實施緩解政策變得更加困難。
太陽輻射調節是另一項減少全球暖化的技術，透過於平流層中注入氣膠，人們普遍認為這將有效降低全球平均氣溫。然而許多氣候科學家認為這種技術的前景不受歡迎，並警告說，副作用包括由於陽光和降水量減少可能會導致農業產量下降，以及可能出現局部氣溫上升和其他天氣干擾。根據美國氣候學家邁克爾·曼的說法，利用太陽輻射調節來降低地球升溫，是種降低制定減排政策意願的另一手法。

## 公正過渡
逐步淘汰煤炭開採、養牛業[或底拖網捕撈等碳密集型活動所造成的經濟破壞可能具有政治敏感性，因為一些國家的煤礦工人、農民和漁民的政治地位往往較高，其生計受到影響就容易引發抗争，導致政策難以推動。許多勞工和環境團體主張公正過渡，以最大限度減少與氣候相關的變化所帶來的危害，並最大限度提高其效益，例如為受影響者提供職業訓練。

## 政治領域中不同的反應
氣候友善政策普遍得到各個政治派別的支持，但偏向右派的選民和政客中有許多例外，甚至左派政客也很少將應對氣候變化作為首要任務。在20世紀，右派政治人物在國際和國內領導過許多重大應對氣候變化的行動，美國前總統理查·尼克森和英國前首相柴契爾夫人兩人就是突出的例子。然而到20世紀90年代，特別是在一些英語國家（尤其是在美國），這個問題開始兩極化。右派媒體開始辯稱氣候變化是左派人士所捏造，或至少是誇大的，以支持擴充政府規模的合理性。截至2020年，一些右派政府已頒布更多的氣候友善政策。各種調查顯示就連美國右派選民也出現對全球暖化不再那麼懷疑的輕微傾向，美國環境保護聯盟等組織表明年輕的共和黨選民將氣候作為一個核心政策領域。但在英國作者阿納托爾·利文看來，在一些美國右派選民來說，對氣候變化持懷疑態度已經成為他們身份的一部分，因此他們在這個問題上的立場不能通過理性論證輕易改變。

德國多特蒙德工業大學於2014年發表的一項研究報告，結論是1992年至2008年期間，中間和左派政府的國家比OECD國家的右派政府的減排量更高。從歷史上看，持民族主義信念的政府一直是在制定環保政策表現最差的政府之一。但利文認為隨著氣候變化越來越被視為對民族國家存在的威脅，民族主義可能成為推動緩解工作最有效的力量之一。將氣候變化威脅予以安全化的日益增長趨勢，對於取得更多民族主義者和保守派的支持可能會特別有效。

## 歷史
本節摘自氣候變化政策與政治史。
氣候變化政策和政治史涵蓋與此議題相關的政治行動、政策、趨勢、爭議和積極分子奮鬥的歷程。氣候變化在1970年代浮上檯面成為政治議題，當時的活動人士和政府部門開始努力促使全球正視環境危機。有關氣候變化的國際政策著重於合作，以及制定國際方針來應對氣候變化問題。 《聯合國氣候變化綱要公約》（UNFCCC）是受廣泛接受的國際協議，其內容也不斷更新以應對新挑戰 。各國因應氣候變化的國內政策，則著重於制定減少溫室氣體排放的內部措施，以及將國際方針納入本國法律之中。
進入21世紀，氣候政策出現重大轉變，開始更加關注因環境異常而首當其衝的弱勢群体。縱觀氣候政策的歷史，對於開發中國家所受到的待遇一直存在爭議。採批判性反思氣候變化政治史，可為我們提供"思考人類史上最棘手問題之一的方法，而此問題正是我們人類在星球上短暫存留期間自找的"。

## 與氣候科學的關係
科學文獻中已存在壓倒性的共識，即全球近幾十年來的地表氣溫有所上升，且主要是由人為排放的溫室氣體所造成。

社會大眾嚴重低估科學界達到由於人類活動而導致氣候變化的科學共識於2019年-2021年期間所做的調查顯示此共識程度達到98.7-100% 。

科學政治化是指為取得政治利益而操弄科學，是一種政治過程。在智慧設計（類似於楔形策略）爭議，或是利益驅動型的科學否定者爭議中均出現過，這些科學家涉嫌故意模糊研究結果，例如關於使用菸草、臭氧層耗損、氣候變化或酸雨等問題。例如在臭氧層耗損的案例中，在高度不確定性和遭受強大阻力的情況下終於完成《蒙特婁議定書》簽署，達成全球監管的目標，然而在氣候變化，雖然簽署有《京都議定書》，卻是一個失敗案例。
聯合國政府間氣候變化專門委員會（IPCC ）試圖彙集及整理全球氣候變化研究的結果，以形成全球共識，但IPCC本身即為一強烈政治化的組織。導致人為造成的氣候變化從單純的科學議題演變為全球性的首要政策議題。
IPCC已建立廣泛的科學共識，但這並不能阻止各國政府追求不同的（即使並非相反的）目標。而在臭氧層耗損方面，卻在達成科學共識之前，即已完成全球監管佈置。因此擁有越多的知識可能會有越好政治反應的這種線性思維並不一定正確。要有效制定氣候變化政策，僅靠既有的科學知識並不足夠。更關鍵的是我們需要理解科學、公眾認知 (或認知的缺乏) 與政策之間的關係，才能成功管理知識和不確定性，作為政治决策的基礎。
大多數有關緩解氣候變化的政策辯論都聚焦於二十一世紀的預測。學者批評這是種短期思維，因為未來幾十年所做的決定將會影響往後幾個千禧年的環境。
估計用於氣候相關研究的所有經費中只有0.12%用於緩解變化相關的社會科學研究。更多的經費被用於相關的自然科學研究，而大量經費挹注於研究氣候變化的影響和調適。有人認為這是一種資源的錯配 - 有關氣候變化的自然科學方面已很成熟，也還有幾十年甚至幾個世紀的時間來處理調適問題，最迫切的是如何改變人類行為，立即行動，來緩解氣候變化。

## 氣候變化政治經濟學
氣候變化政治經濟學是應用有關社會和政治過程的政治經濟學思維，來研究氣候變化決策中關鍵問題的方法。
人們對氣候變化的認識和急迫性不斷增強，促使學者探索更好理解影響氣候變化談判的眾多主體和影響因素，並尋求更有效的應對方案。從政治經濟學角度分析這些複雜問題，有助於解釋不同利害相關者之間在應對氣候變化影響時的互動，而為能更好實施氣候變化政策提供機會。

### 簡介

#### 背景
氣候變化已成為當今社會最迫切的環境議題和全球挑戰。隨著此議題日益成為國際議程中的重要議題，不同學術界的研究人員一直致力於探索應對此種變化的有效解決方案。技術專家和規劃者持續在尋找緩解和調適的方法、經濟學家估算變化產生的成本以及應對需花費的成本及發展專家探討變化對社會服務和公共福祉的影響。然而研究人員Cammack（2007年）指出上述討論中的兩個問題，即不同學科提出的氣候變化解決方案之間的脫節及地方層級應對行動中缺乏政治參與。此外氣候變化問題還面臨其他的挑戰，例如菁英將資源壟斷問題、開發中國家的資源不足以及由於此類限制經常引發的衝突，而這些問題在解決方案提議中往往較少受到關注和強調。有鑑於此，有人主張"理解氣候變化的政治經濟學對於解決此問題極其重要"。
同時氣候變化的影響並非於全球均勻分佈，以及產生人為氣候變化因素最少的窮人卻遭到最不平等的待遇，而將氣候變化問題與經濟發展研究產生聯繫，因此催生出各種計劃以及目的為應對氣候變化和促進發展的政策。雖然人們在此問題的國際談判方面已非常盡力，但有人認為將氣候變化與經濟發展聯繫起來的許多理論、辯論、證據收集和施行在很大程度上都假定一非政治性和線性的政策過程。在此背景下，研究人員Tanner和Allouche（2011年）提出建議，氣候變化倡議必須明確認識到在投入、過程和結果方面的政治經濟學，以便在有效性、效率和公平之間找到平衡。

#### 定義
最早時，所謂"政治經濟學"基本上與經濟學同義，而現在它已成為一個難以捉摸的名詞，通常指的是運用集體或政治過程以制定公共經濟決策的研究工作。在氣候變化領域，研究人員Tanner和Allouche（2011年）將政治經濟學定義為"不同群體在不同規模上將思想、權力和資源概念化、協商和實施的過程"。雖然目前已有大量關於環境政策的政治經濟學文獻來解釋環境計劃在有效保護環境方面的"政治失敗"結果，但利用政治經濟學對氣候變化的具體問題進行系統性的分析卻相對有限。

### 當前情景：迫切需要考量政治經濟因素

#### 氣候變化的特徵
迫切需要考量和理解氣候變化的政治經濟成因，源於氣候變化問題本身的特殊屬性。
這些特性如下列：
- 氣候變化的跨部門性質：氣候變化議題通常涉及不同部門，而經常需要將氣候變化政策納入其他政策領域。[84]因牽涉到複雜的治理過程及涉及不同的參與者，需在多個層面上解決。[177]這類相互作用導致過程中具有多重和重疊的概念、談判和治理問題，而需對政治經濟進程有所理解。[174]
- 將氣候變化單純視為一種"全球"議題的錯誤看法：氣候變化倡議和治理方法往往著眼於全球推動。雖然制定有國際協議，而見證全球政治行動的進步，但這種全球主導的氣候變化治理可能無法為特定國家或次國家個體提供足夠的彈性。而從發展的角度來看，公平和全球環境正義議題需要一個公平的國際制度，可同時防止氣候變化對貧窮者的影響。 因此氣候變化不僅是一場需要國際政治參與的全球危機，也是種對國家或地方政府的挑戰。對氣候變化政治經濟學的理解可用來解釋國際倡議在特定國家和次國家政策情景下的制定和轉化，而為應對氣候變化和實現環境正義提供一重要概念。[174]
- 氣候融資的成長：近年來於氣候變化領域中的資金流動開始增加，融資機制有所開展。在墨西哥坎昆舉行的2010年聯合國氣候變化大會，呼籲創立綠色氣候基金，由已開發國家向開發中國家提供大量資金，以支持調適和緩解技術。資金將透過雙邊和多邊官方發展援助、全球環境基金、聯合國氣候變化綱要公約等多種管道轉移。[178]此外也有越來越多的公共資金為發展中國家應對氣候變化提供更大的助力。例如氣候韌性試點計畫（Pilot Program for Climate Resilience），目的在為一些低收入國家制定綜合和擴大規模的氣候變化調適方法，及為未來資金流動預作準備。除開發中國家和已開發國家對"共同但有區別的責任（英语：common but differentiated responsibilities）（CBDR）概念"有不同的解釋之外，氣候變化資金的挹注也可能會改變對開發中國家的傳統援助機制。[179][180]開發中國家因而必須改變治理結構，將傳統的捐贈與受援關係揚棄。在這類情景中，了解氣候變化領域資金流動的政治經濟過程對於有效的管理資源轉移和應對氣候變化會非常重要。[174]
- 在不同意識形態下應對氣候變化：由於當今將科學視為主要政策驅動力，氣候變化領域中的許多政策和行動都集中在標準化治理和規劃系統、線性政策流程、易於轉讓的技術、經濟合理性以及科學技術克服資源差距的能力。[181]因而人們通常偏向使用技術主導的方法，遵循非政治性的方式應對氣候變化。但由於各地本有不同意識形態的世界觀，而會導致在氣候變化解決方案的認知上有很大分歧，這也會對應對的決策產生很大影響。[182]從政治經濟學的角度探討這些問題能提供更好的理解"應對氣候變化中的政治和決策過程的複雜性、調解資源爭奪的權力關係以及促進技術採用的條件"的機會。[174]
- 未將環境與經濟權衡的調適政策列入考慮會帶來意想不到的負面後果：要能成功調適氣候變化，需要把相互競爭的經濟、社會和政治利益因素予以平衡。缺乏這種平衡，所造成的意料之外的後果可能會抵消施行的好處。例如坦尚尼亞保護珊瑚礁的努力反迫使當地村民從傳統的捕魚活動轉向產生更多溫室氣體排放的農業活動。[183]

#### 社會政治約束
政治經濟學在理解和應對氣候變化方面的作用也建立在與國內社會政治約束相關的關鍵問題上：
- 脆弱國家（英语：Fragile countrie）的問題：所謂脆弱國家的定義是表現不佳、衝突和/或衝突後的國家，通常其無法有效利用氣候變化的援助。權力和社會公平問題將氣候變化影響加劇，而全球對脆弱國家的功能失調關注不夠。透過研究脆弱國家的問題，可提高對長期存在的能力和韌性限制因素的認識，而能更佳處理氣候變化造成的能力脆弱、建國和衝突等問題。
- 非正式治理：在許多表現不佳的國家，有關國家資源分配和使用相關的決策並非來自代表平等與法律的國家機構，而是由非正式關係和私人激勵因素所驅動。這類社會結構中的非正式治理會阻礙政治體制和結構合理運作，而阻礙對氣候變化的有效應對。因此適合的國內機構和激勵措施對於改革也非常重要。
- 難以進行社會變革：由於一系列長期的集體問題，開發不足國家在發展上進行變革的步調會極為緩慢，包括社會無力共同進行改善福祉、缺乏技術和社會獨創性、對創新與變革的抵制和排斥等。[169]這些問題大幅阻礙氣候變化的進程。透過政治經濟學角度看待這類國家，有助於理解和創造促進轉型和發展的動力，為實施氣候變化調適預定進程奠定基礎。

### 研究重點與做法
研究人員Brandt和Svendsen（2003年）在研究歐盟實施京都議定書減排目標的政策工具選擇時，採用研究人員Hillman（1982年）所創政治支持函數模型的政治經濟學框架。在此框架中，氣候變化政策是由利害相關者的相對實力來決定。透過研究不同利益團體（即工業團體、消費者團體和環境團體）的不同目標，研究者為歐盟氣候變化政策工具選擇之間的複雜相互作用，特別是由徵收綠色稅收轉換到依循祖父條款的排放許可制度（即對某些產業提供免費許可制度，可能比碳稅或碳權拍賣制度更易獲得強大的政治支持，而促使歐盟調高減排目標水平）。
國際復興開發銀行（EBRD）於2011年發表的一份報告，採用政治經濟學方法來解釋一些國家採取某些氣候變化政策而另一些國家則否，特別是在經濟轉型地區的國家中（例如東歐與中亞，由計劃經濟轉為市場經濟）。這份報告就不同政治經濟面分析其氣候變化政策，以了解推動許多轉型經濟氣候變化緩解成果的可能因素。主要結論如下：
- 民主水平本身並非採用氣候變化政策的主要驅動力，表示對全球氣候變化減緩程度的期望不一定會受到特定國家政治體制的侷限。
- 公眾知識由各種因素形成，包括特定國家的氣候變化威脅、國家教育水平和自由媒體的存在，是採用氣候變化政策的關鍵因素，因為公眾對氣候變化了解更深，更有可能採用氣候變化政策。因此重點應放在提高公眾對氣候變化威脅的認識，並防止許多轉型經濟體中有資訊不對等的缺失。
- 排放強度（英语：Emission intensity）高的產業擁有較大實力時，是採用氣候變化政策的主要障礙，它們在一定程度上會造成資訊不對等。因而需要引入有效的激勵機制，讓這類產業朝低排放強度模式轉型。有效的手段包括能源定價改革和引入國際碳交易機制。
- 轉型地區國家如能在減排上取得領先地位，就能在國際上享有競爭優勢，進而提升國內政權的合法性，並藉由發展綠色產業以克服經濟上的固有弱點，甚至可在全球經濟危機中找到新的契機。

研究人員Tanner和Allouche（2011年）在他們撰寫的報告中提出一個新的概念和方法框架，來分析氣候變化的政治經濟學，這個框架著重於思想、權力和资源如何影響氣候變化政策的制定過程和最終結果。新的政治經濟學方法預計將超越國際發展機構為分析氣候變化措施而制定的政治經濟工具，舊有工具忽視思想和意識形態決定政策結果的方式（見本文末附表） 報告撰寫者假設思想、權力和資源這三個概念在氣候變化政治經濟政策過程的某一階段會分居主導地位，"思想和意識形態在概念化階段佔主導地位，權力在談判過程中佔主導地位，而資源、機構能力和治理在施行階段佔主導地位"。有人認為這些要素對於制定國際氣候變化倡議及將其轉化為國家和地方政策時會具有舉足輕重的地位。
| 過程                   | 傳統方式                         | 新方式                                                     |
| ---------------------- | -------------------------------- | ---------------------------------------------------------- |
| 政策流程               | 根據證據的線性思維               | 根據意識形態、參與者與潛力關係的複雜性思考                 |
| 主要面向               | 全球及國家間                     | 將國際性轉化為個別國家及次國家層級                         |
| 對於氣候變化科學及研究 | 作為制定政策的客觀資料           | 社會建構論與科學敘事                                       |
| 資源短缺與貧窮         | 分配結果（關注最終資源流往何處） | 調解競爭性資源訴求的政治程序（達成各方都能接受的政策方案） |
| 決定                   | 集體/理性選擇，包含尋租行為      | 意識形態驅動因素與誘因，包含權力關係                       |

## 延伸閱讀
- Naomi Klein (2019). On Fire: The Burning Case for a Green New Deal, Allen Lane, ISBN 978-0241410721.
- . voxeu.org.   [2021-10-15]. （原始内容存档于2022-07-31）.